# Una rana in fondo al fiume
Una rana in fondo al fiume (Frog in the Throat) è un romanzo giallo della scrittrice britannica Elizabeth Ferrars, il secondo della serie con Virginia e Felix Freer. Pubblicato nel 1980, in Italia è uscito nel 1981 nella collana Il Giallo Mondadori, con il numero 1715.

## Trama
Virginia Freer sta trascorrendo una vacanza presso i suoi amici Helen e Andrew Boscott, quando, un pomeriggio, vede arrivare suo marito Felix. I due sono separati da anni per reciproche incomprensioni. Quindi Virginia, già molto prevenuta, si stupisce della visita, ma Felix si fa invitare con molta facilità dagli ospitali Boscott e partecipa il giorno stesso a un piccolo ricevimento in casa di una vicina, Barbara Gabriel. Qui ci sono due sorelle romanziere, Olivia Fyffe e Carleen Mansell, Basil Deering, poeta, Ralph Leggate, amico di tutti loro. Al ricevimento Barbara dà la notizia che Carleen e Basil sono sul punto di sposarsi. Dopo i brindisi e le felicitazioni, i Boscott e i Freer tornano a casa.
A sera Olivia si precipita dai Boscott, sconvolta. Afferma di aver trovato la sorella uccisa da un colpo di pistola; lei ha chiamato la polizia e atteso in un'altra stanza, ma poi il cadavere di Carleen è scomparso. Poco dopo arriva anche Basil che dichiara di aver litigato con Carleen, la quale, secondo lui, è semplicemente partita per Londra a smaltire il disappunto. Così, alla presenza della polizia, Basil accusa Olivia di avere inventato tutto, di essere una squilibrata e bugiarda patologica. I due non si possono soffrire, ma il mistero rimane e si allerta anche la polizia di Londra per cercare la donna scomparsa.
Carleen viene ritrovata il giorno dopo nella sua auto, gettata da una scogliera nel mare: è morta per il colpo di pistola, come aveva detto Olivia, ma l'arma sembra svanita nel nulla. Quello stesso giorno anche Basil muore, colpito alle spalle da un lungo coltello da cucina. A scoprire questo secondo delitto è Felix, che però non vuole farlo sapere. Confidandosi con Virginia, Felix spiega che ha un nuovo lavoro come investigatore privato. Deering ricattava almeno una persona e Felix doveva impossessarsi del materiale (un pacco di lettere) che permetteva il ricatto. L'operazione gli era riuscita e aveva trovato altre cose compromettenti. Si era poi messo in tasca una piccola rana di avorio solo perché gli era piaciuta. Poi, scoperto in un'altra stanza il corpo di Deering, era fuggito, non prima di avere vomitato nel giardino.
Purtroppo la missione di Felix, oltre a una sua tenace avversione per la polizia,  fanno sì che Basil venga ritrovato il mattino dopo dalla domestica. Ma nel frattempo irrompe in casa Boscott Barbara Gabriel che rende agli amici una pesante confessione non richiesta. In gioventù era stata sposata con Ralph Leggate, ma, dopo varie traversie, aveva sposato un altro uomo, per giunta ricchissimo, Nick Gabriel. Divenuta bigama, era stata pesantemente ricattata da Basil ed ora teme che si scopra tutto. Felix aveva appunto scoperto anche questa situazione ma rimane silenzioso e in seguito invia a Barbara la foto che era fonte del ricatto, senza spiegazioni; ottiene solo che la donna sia sempre più spaventata: infatti Barbara ha ereditato da Nick senza che il suo matrimonio fosse valido e aveva pagato le tasse di successione con i diritti (che non aveva) di legittima sposa.
Le indagini condotte dal sovrintendente Pryor sono accuratissime e persino Andrew Boscott è sospettato perché, come unico parente di Basil, eredita i beni di questi, ma anche quelli di Carleen, che aveva fatto testamento in favore del suo futuro sposo. Eppure la pista non produce alcun frutto. Quindi resta Leggate, convocato per un interrogatorio. Allora finalmente Felix, con Virginia, si reca da Olivia e dichiara che lei è l'autrice del duplice assassinio e che Leggate è un complice per avere trafugato il cadavere. Ora, nelle mani della polizia, Ralph confesserà di certo e Olivia sarà smascherata: gelosissima della sorella, che le aveva soffiato Basil, aveva finito con l'odiare anche lui perché si opponeva a farla vivere con loro, quando lui e Carleen si sarebbero sposati. Olivia non confessa, ma neppure si difende: Felix e Virginia la lasciano a se stessa.
Inutilmente Virginia chiede a Felix di dire tutto quello che sa. Lui è convinto che la polizia giungerà alle stesse conclusioni e non si ritiene responsabile per quanto potrebbe fare Olivia dopo il loro incontro. La mattina seguente Felix ritorna a Londra e Pryor arriva a casa Boscott per annunciare la colpevolezza di Olivia e il favoreggiamento di Ralph, ignaro del fatto che Felix aveva previsto ogni cosa. L'unico elemento non risolto riguarda la sottrazione della piccola rana che è finita nel fiume e non si colloca nella serie criminosa. Ralph è incarcerato, ma Olivia ha scelto la via del suicidio e muore in ambulanza per un'eccessiva dose di farmaci.

## Personaggi
- Virginia Freer, la narratrice
- Felix Freer, marito di Virginia
- Helen Boscott, amica di Virginia
- Andrew Boscott, marito di Helen
- Carleen Mansell, romanziera, nata Fyffe e vedova di Godfrey Mansell.
- Olivia Fyffe, sorella di Carleen
- Barbara Gabriel, amica dei Boscott
- Basil Deering, poeta
- Ralph Leggate, un amico comune
- Sovrintendente Pryor, Sergente Waller, della polizia di Wandlebury

## Edizioni
- (EN)  Elizabeth Ferrars, Frog in the throat, Collins, London 1980
- (EN)  E. X. Ferrars, Frog in the throat, Libro braille 1981, Royal National Institute for the Blind, London 1981[2]
- (IT)  Elizabeth Ferrars, Una rana in fondo al fiume, trad. di Elsa Pelitti, collana Il Giallo Mondadori n. 1715, Milano 1981
- (FI)  Elizabeth Ferrars, Norsunluusammakon arvoitus, trad. Hanno Vammelvuo, WSOY, Porvoo 1985[3]